# Aldo van Eyck-paviljoen
Het Aldo van Eyck-paviljoen (oorspronkelijk: Sonsbeekpaviljoen) is een bouwwerk in het beeldenpark van het Kröller-Müller Museum in Otterlo. Het paviljoen is ontworpen door Aldo van Eyck in 1965, het staat sinds 2005/2006 in het museum.

## Eerste versie
Het paviljoen werd in 1965 ontworpen als tijdelijk paviljoen voor de 5e Internationale beeldententoonstelling Sonsbeek in 1966 in Arnhem. Het paviljoen is opgetrokken uit betonblokken en een kunststof dak, dat slechts 80 % licht doorliet. Men schatte in dat dat een ander effect zou hebben als dat de tentoongestelde beelden in vol daglicht zouden worden geplaatst. De opdracht, die Van Eyck meekreeg, was een relatief goedkoop paviljoen te ontwerpen (het zou 25.000 gulden hebben gekost), maar dat ook snel afgebroken kon worden. De organiserende stichting vond het al vlak na oplevering zonde het gebouw, met allerlei doorkijken, keerpunten en openingen na de tentoonstelling af te breken. Echter de regels van het park stonden vaste bebouwing niet toe. Destijds vond met het ook al zonde dat het Rietveldpaviljoen eenzelfde lot had ondergaan.

## Tweede versie
In 1996 kwam Evert van Straaten, toenmalig directeur van het Kröller-Müller Museum, met het plan om het paviljoen opnieuw te bouwen in het beeldenpark. De uitvoering van het plan nam meer tijd in dan gedacht, want pas in 2005 werd besloten om het paviljoen te herbouwen.
Het herbouwingsplan werd overzien door Hannie van Eyck, de vrouw van Aldo.
De financiële ondersteuning kwam vanuit de BankGiro Loterij en de Branchevereniging Nederlandse Architectenbureaus
De opening vond plaats op 21 maart 2006.

## Galerij

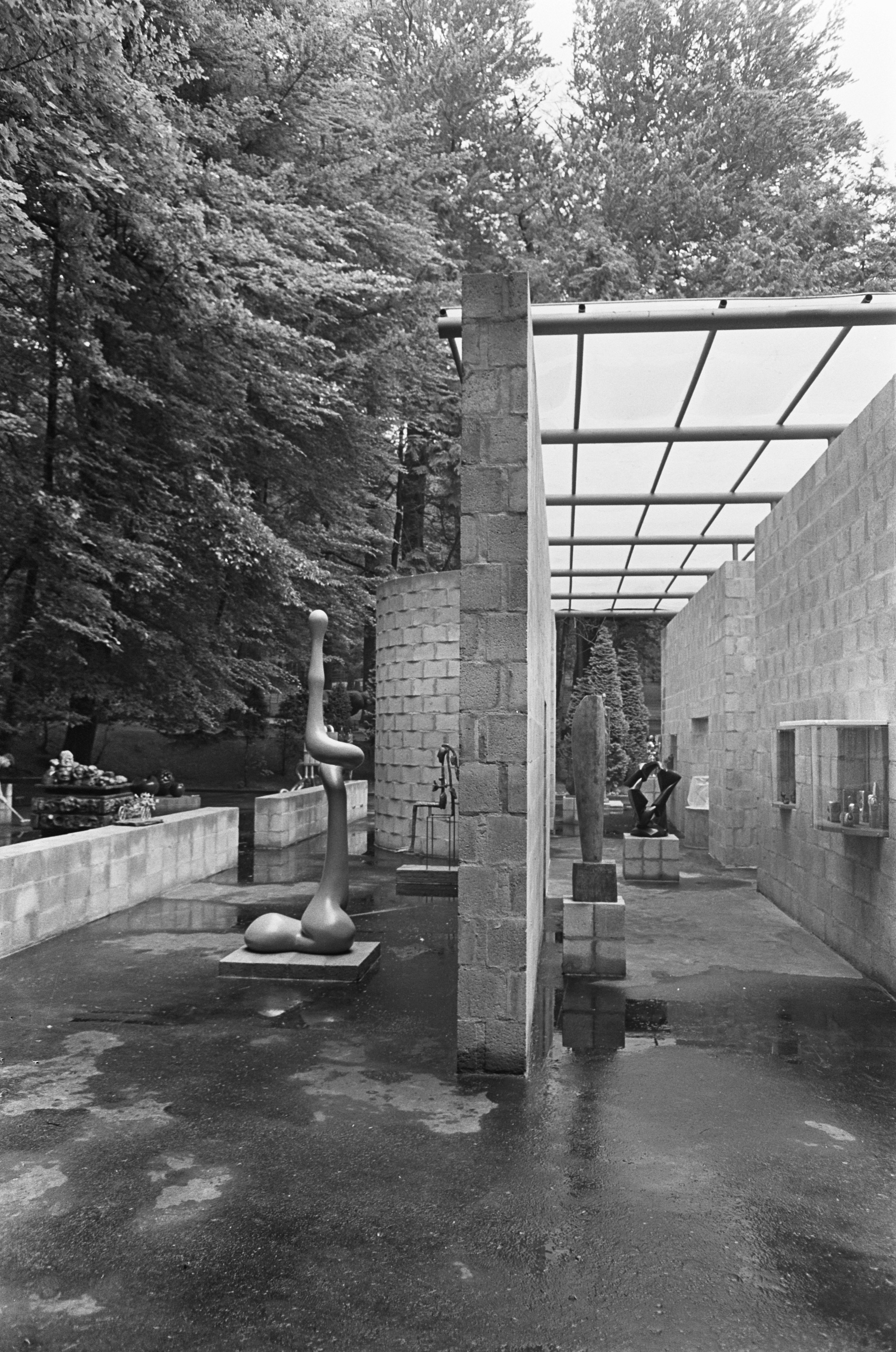
Het paviljoen in Park Sonsbeek (1965)
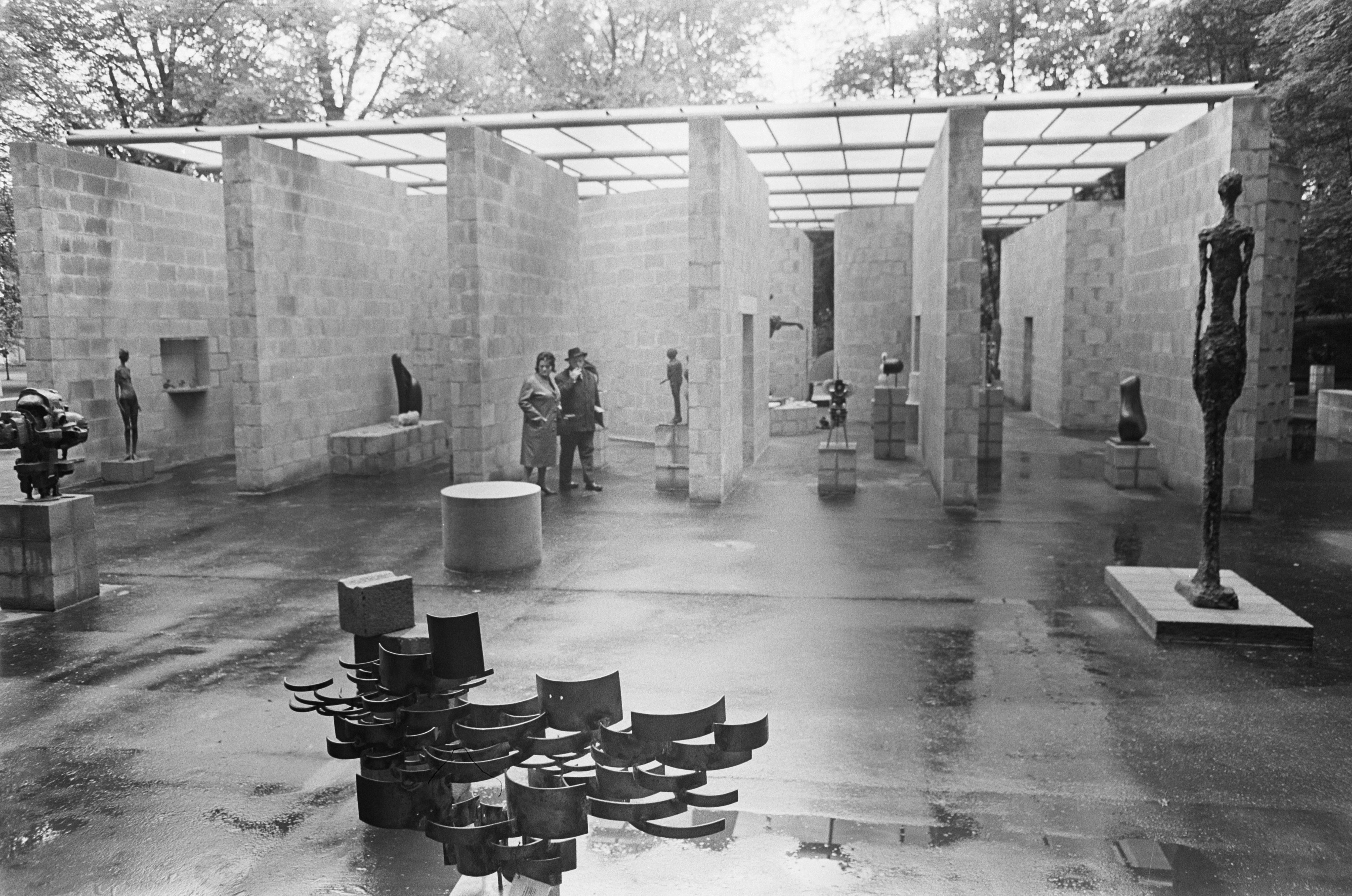
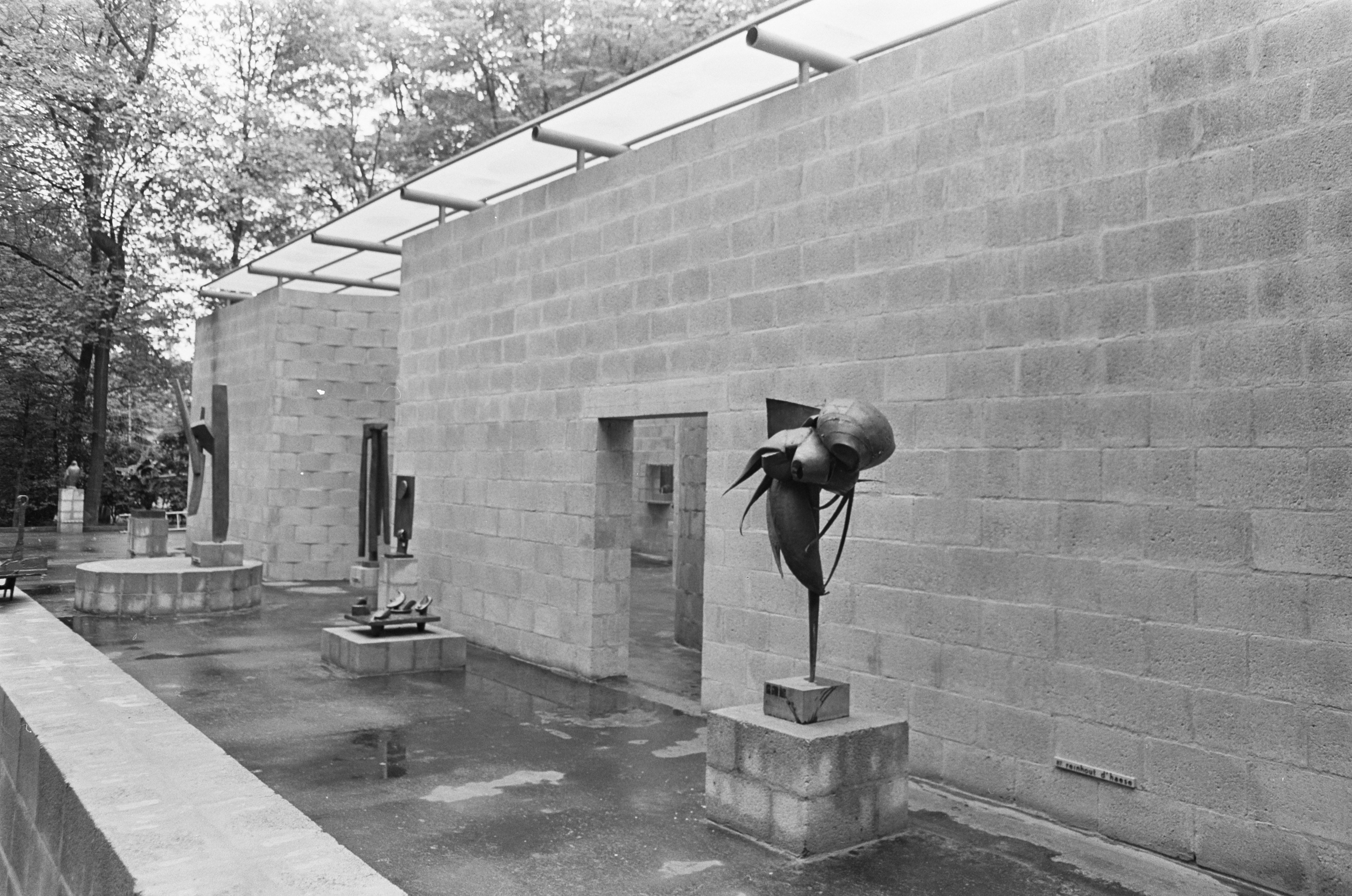

## Beelden in het paviljoen in Kröller-Müller Museum
| Kunstenaar             | Werk                      | Jaar            | Afbeelding |
| ---------------------- | ------------------------- | --------------- | ---------- |
| Joseph Mendes da Costa | Liefde                    | 1917            |            |
| Willy Anthoons         | Forme infinie             | 1949 resp. 1960 |            |
| Armando                | Zwarte schaal             | 1989            |            |
| Joannis Avramidis      | Grosse Figur              | 1958            |            |
| Ralph Brown            | Vernal Figure             | 1957            |            |
| Jacob Epstein          | Angel-torso               | 1923-1961       |            |
| Emilio Greco           | Grande bagnante n. 3      | 1957            |            |
| Oscar Jespers          | Vooroverhellende torso    | 1932            |            |
| Mario Negri            | Il grande busto           | 1957            |            |
| Eduardo Paolozzi       | St.Sebastian III          | 1958            |            |
| Alina Szapocznikow     | Wielkie brzuchy (Bellies) | 1968            |            |
| Fritz Wotruba          | Stehende Frau             | 1947            |            |
| Albert Termote         | Meisjeskop                | 1923            |            |
| André Volten           | Kubus                     | 1975            |            |
| Eduardo Paolozzi       | Medea                     | 1964            |            |
| Fritz Wotruba          | Hockende Figur            | 1951            |            |
| Charlotte van Pallandt | Kop van een negerin       | 1939            |            |